# Lennart Åberg
Lennart Åberg (26 de febrero de 1942 - 30 de septiembre de 2021)  fue un saxofonista y compositor de jazz sueco. En 1972 fundó Rena Rama, un grupo sueco de jazz fusión.  También enseñó historia del jazz en el Royal College of Music de Estocolmo. Fue miembro del conjunto del compositor George Russell en la década de 1980 junto con Jon Christensen, Arild Andersen y Jan Garbarek, apareciendo en The Essence of George Russell (Soul Note 1983). En 2002 recibió el Djangodor en la categoría Estrella del Jazz Contemporáneo. Además del jazz, Aberg también trabajó en estilos musicales de la India, África y Europa del Este, así como en música contemporánea.

## Discografía
- Partial Solar Eclipse (Japo, 1977)
- Green Prints (Caprice, 1988)
- Seven Pieces (Phono Suecia, 2000)
- Bobo Stenson/Lennart Åberg (Amigo, 2003) – con Bobo Stenson
- Free Spirit con Peter Erskine (Amigo, 2006)
- Up North (Caprice, 2007)